# Nati nel 1149
| Questa pagina contiene informazioni ricavate automaticamente dalle voci biografiche con l'ausilio del template Bio e di un bot. L'aggiornamento è periodico e automatico e ricostruisce completamente la pagina. Se manca una persona in questa lista, sei pregato di non aggiungerla, ma accertati piuttosto che la sua voce biografica contenga il template Bio e che i dati anagrafici siano correttamente compilati. Se il template Bio manca, inseriscilo tu stesso o, in alternativa, metti l'avviso {{tmp\|Bio}} che ne segnala la mancanza. Se i dati riportati sono sbagliati, correggi direttamente la voce biografica; le modifiche saranno visibili in questa lista entro pochi giorni. Per chiarimenti vedi il progetto biografie. La lista contiene solo le 5 persone che sono citate nell'enciclopedia e per le quali è stato implementato correttamente il template Bio. Pagina aggiornata al 10 apr 2025. |

- 31 maggio - Al-Fa'iz bi-nasr Allah, imam e califfo († 1160)
- Alberto di Gerusalemme, vescovo cattolico e santo italiano († 1214)
- Speronella Dalesmanni, nobile italiana († 1199)
- Pṛthvīrāja Cauhāna, sovrano indiano († 1192)
- Principessa Shikishi, poetessa giapponese († 1201)